# Xã Somerset, Quận Mercer, Missouri
Xã Somerset (tiếng Anh: Somerset Township) là một xã thuộc quận Mercer, tiểu bang Missouri, Hoa Kỳ. Năm 2010, dân số của xã này là 90 người.